# Геррозавр
Геррозавр (Gerrhosaurus) — рід ящірок з підродини Gerrhosaurinae родини Геррозаврів. Має 6 видів.

## Опис
Загальна довжина представників цього роду сягає до 50 см. Шкіра зверху від чорно— до коричнево—оливкового кольору зі смугами з боків білого або жовтуватого кольору, які тягнуться від голови до хвоста.

## Спосіб життя
Полюбляють сухі та скелясті місцини. Риють глибокі нори. Харчуються комахами, іншими членистоногими, пташенятами.
Це яйцекладні ящірки. наприкінці літа самиця представників цього роду геррозаврів відкладає до 6 яєць.

## Розповсюдження
Ендемік Африки. Мешкає у південній Африці, крім пустелі Калахарі й пустельних районів на південному заході континенту. Зустрічається на сході (Судан, Ефіопія).

## Види
- Gerrhosaurus flavigularis
- Gerrhosaurus major
- Gerrhosaurus multilineatus
- Gerrhosaurus nigrolineatus
- Gerrhosaurus skoogi
- Gerrhosaurus typicus
- Gerrhosaurus validus